# Dinetus jordanicus
Dinetus jordanicus (лат.) — вид песочных ос (Crabronidae) рода Dinetus из подсемейства Dinetinae (ранее в Astatinae). Иордания.

## Описание
Мелкие осы (около 4 мм) чёрного цвета с жёлтыми отметинами. Dinetus jordanicus характеризуется блестящим щитком с редуцированной пунктировкой; отсутствием длинных торчащих щетинок на голове и груди; косой наружной жилкой субдискоидальной ячейки (cu), сходящейся с нервулусом. Преимущественно чёрная голова и мезосома, отсутствие густого прижатого серебристого опушения на проподеуме. Оба пола отличаются от D. venustus и D. tunisiensis отсутствием густого прижатого опушения на проподеуме и совершенно косым морщинистым корпусом проподеума. Самец отличается от D. porcellaneus отсутствием зубца на переднем вертлуге, жёлтой вентральной стороной мезосомы, узким серебристым опушением на внутреннем крае глаз и совершенно косым морщинистым корпусом проподеума. Самка отличается от D. porcellaneus более развитым жёлтым цветом на голове и переднегруди и полностью исчерченным проподеумом. Глаза не соприкасаются друг с другом, но соприкасаются с основанием мандибул. Жвалы с выемкой внизу. В передних крыльях 2 субмаргинальные ячейки. Предположительно, как и другие близкие виды своего рода охотится на клопов (Heteroptera) или цикадок (Cicadinea), которых запасают для своего потомства в земляных гнёздах. Вид был впервые описан в 2021 году немецким гименоптерологом Hans-Joachim Jacobs (Senckenberg Deutsches Entomologisches Institut, Мюнхеберг, Германия).